# Glysterus metatarsalis
Espèce
Synonymes
- Angathisoma metatarsalis Roewer, 1943

Glysterus metatarsalis est une espèce d'opilions laniatores de la famille des Ampycidae.

## Distribution
Cette espèce est endémique du Costa Rica.

## Description
Le mâle syntype mesure 12 mm et la femelle syntype 8 mm.

## Systématique et taxinomie
Cette espèce a été décrite sous le protonyme Angathisoma metatarsalis par Roewer en 1943. Elle est placée dans le genre Glysterus par Kury en 2003.

## Publication originale
- Roewer, 1943 : « Über Gonyleptiden. Weitere Weberknechte (Arachn., Opil.) XI. » Senckenbergiana, vol. 26, p. 12–68.